# Мирович Іван Іванович
Мирович Іван Іванович (*? — ↑1753) — український військовий діяч, дипломат.

## З життєпису
Син Івана Мировича.
У 1712 році за підтримку його братом Федором Мировичем політики гетьмана Івана Мазепи був вивезений до Москви, а в 1716 році висланий до Сибіру. Перебував на військовій службі.
У 1730 році під час конвоювання транспорту заліза до Петербурга втік до Криму, де служив перекладачем у кримського хана. Виконував дипломатичні доручення гетьмана Пилипа Орлика. У 1735 році їздив з дипломатичною місією до польського короля Станіслава Лещинського у Францію.
У 1736 році Мирович був представником Пилипа Орлика при турецькому командуванні.